# Viktor Claesson
Viktor Claesson, (Värnamo, 2 de janeiro de 1992) é um futebolista sueco que atua como meio-campista. Atualmente joga pelo Copenhague.

## Títulos
Elfsborg
- Allsvenskan: 2012
- Copa da Suécia: 2013–14